# 人道 (佛教)
在佛教術語中，人类稱爲人道、人趣（趨），是輪迴六道或五道之一。因居住在十界之第五，又稱爲人界，為六道中最適合修行之一道。

## 人界
人界是對於其他界而言：佛教將世間分為三界，人道處於其中的欲界；天台宗將法界分為十界，人道屬於六凡界之一。
西方國家依照日語中的音譯爲“Ningenkai”。
人界存在於圍繞須彌山而安立的四大部洲，我們的地球處在其中的南贍部洲，
由四大天王之一的南方增長天王護持。

## 人趣的特性
天道、阿修羅道的特點是樂多苦少，畜生 、餓鬼的特點是苦多樂少，地獄只有苦沒有樂，這些法界都沒法專心修行，而人道的特點是苦樂參半，苦可促使升起厭離心，修行的時間也較其他輪迴道充足，且成佛也只能在人道，故人道為六道中最適合修行者。然而能得人身、諸根完備、能修習佛法者僅為少數，如釋迦牟尼佛手上的少許土；墮落三惡道或諸根不具、不能修習佛法之人卻如十方界所有地土那麼多，所以是以佛教鼓勵弟子人身難得，抓緊修行，莫要貪圖欲樂。
佛教認為人道擁有濕生（在湿润处由濕氣受生）、卵生（從卵中孵化生出）、胎生（從母胎中生出）、化生（从无中突然自然变化生出）等四種生育方式（四生），其中以化生者最早出現，即為劫初（此世界形成之初）之光音天人。光音天人初始具有飛天等神通；後來因貪戀人世的食物和欲樂，身體生出骨肉失去神通，且與男人相對的女人誕生，男女之間貪戀交合，人類開始由女性腹中胎生，使得現今的人轉為胎生。
卵生的人有從鶴卵出生的世羅、鄔波世羅二位阿羅漢，鹿母所生三十二子，般遮羅王五百子等；濕生的人則有曼馱多、遮盧、鄔波遮盧，鴿鬘、庵羅衛等。